# Acarigua
Acarígua – miasto wenezuelskie leżące w stanie Portuguesa. W roku 2006 zajmujące powierzchnię 75 km² miasto liczyło około 250 tys. mieszkańców (często traktowana jako jedno miasto z przylegającym miastem Araure – przy takim połączeniu na obszarze 110 km² mieszkało w 2006 roku około 390 tys. mieszkańców).
Miejscowość założona została przez Diego Gómeza de Salazara 29 września 1620 roku pod nazwą San Miguel de Acarigua.